# 倫維爾 (明尼蘇達州)
倫維爾（英語：Renville）是一個位於美國明尼蘇達州倫維爾縣的城市。

## 人口
根據2020年美國人口普查的數據，倫維爾的面積為3.42平方千米，皆為陸地。當地共有人口1301人，而人口密度為每平方千米380人。